# Єрґ Гоффманн (плавець)
Єрґ Гоффманн (нім. Jörg Hoffmann; нар. 29 січня 1970) — німецький плавець.
Призер Олімпійських Ігор 1992 року, учасник 1988, 1996 років.
Чемпіон світу з водних видів спорту 1991 року.
Чемпіон світу з плавання на короткій воді 2000 року, призер 1993, 1995, 1997 років.
Чемпіон Європи з водних видів спорту 1989, 1991, 1993, 1995 років.
Чемпіон Європи з плавання на короткій воді 2001 року, призер 1999 року.